# Samiïlo Velytchko
Samiïlo Vasiliovytch Velychko (en ukrainien : Самі́йло Васи́льович Вели́чко ; 1670 - après 1728) est un historien cosaque ukrainien auteur de chroniques. Il donne la première présentation systématique de l'histoire de l'État cosaque ukrainien.

## Vie
Il naît dans la famille du cosaque Vasily Velychko dans le village de Jouky dans la région de Poltava. Son père était un homme lettré et respecté et possédait une grande bibliothèque.
Il entre au Collège Mohyla qui était à l'époque l'un des établissements d'enseignement les plus réputés de la région.
Diplômé de l'université avant 1690. À partir de cette année, il prend ses fonctions de clerc dans la Chancellerie militaire générale, dirigé par Vasyl Kotchoubeï.
Velitchko y a accès notamment aux documents secrets du gouvernement cosaque dans ses relations avec la Valachie, la Muntenie et l'Empire russe auxquels Ivan Mazepa même n'avait pas accès.
Après 1715, il se retire dans le village de Jouky près de Poltava. Sa vaste bibliothèque et les documents accumulés lui servent à écrire sa chronique.

## Œuvre

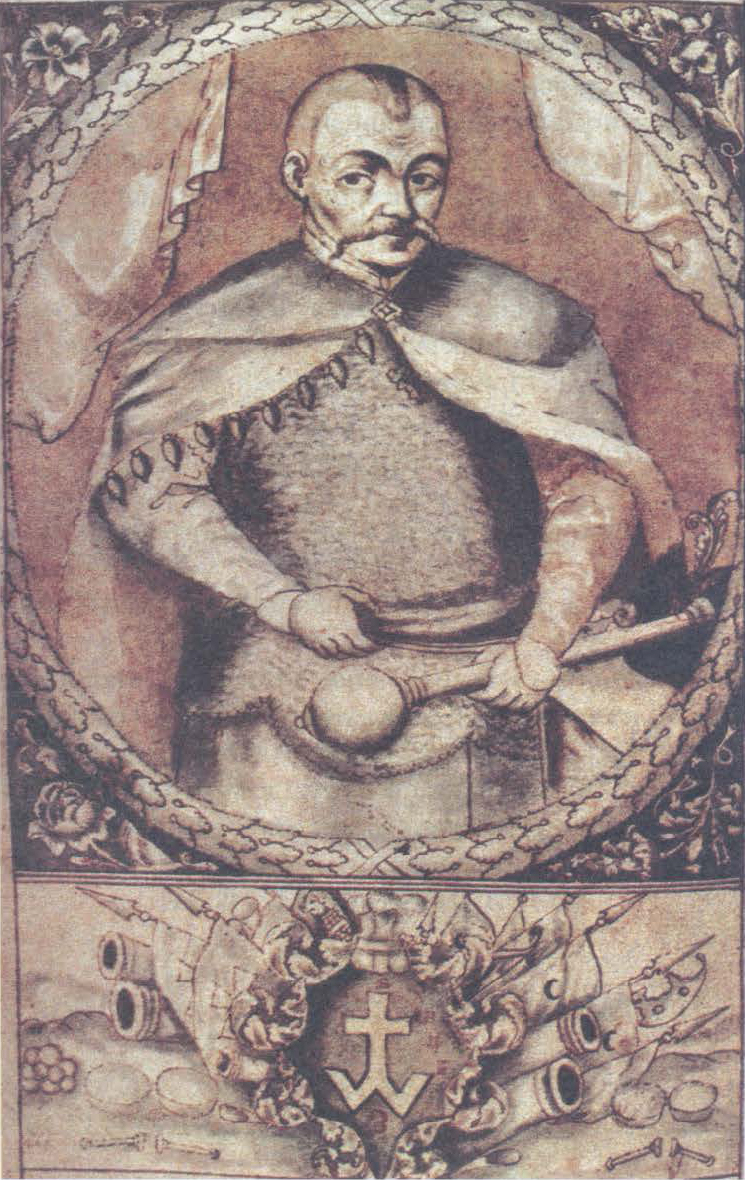
Gravure illustrant Bohdan Khmelnytsky dans le « Сказание о войне казацкой з поляками через Зеновія Богдана Хмельницького » de Samiïlo, édition de 1926, Kiev.

La Chronique des événements dans la Russie du Sud-Ouest au XVIIe siècle (Letopis sobytij v Jugo-Zapadnoj Rossii v XVII v.), 1848-64, est écrite dans la langue livresque ukrainienne du XVIIIe siècle, dans un style "baroque, héroïque, émotionnel" (A. Joukovsky, Anthologie de la littérature ukrainienne du XIe au XXe siècle, p. 103). Elle est constituée de 4 tomes :
1. 1647-1659, Récit sur la guerre des Cosaques contre les Polonais, illustrant le rôle de Bogdan Khmelnitski
2. 1660-1686
3. 1687-1700
4. Documents ajoutés ultérieurement par les éditeurs du XIXe siècle